# Larry Valvasori
Larry Valvasori, né le 30 mai 1996, est un coureur cycliste luxembourgeois.

## Biographie
Larry Valvasori vient au cyclisme à l'âge de douze ans en regardant les exploits des frères Andy et Fränk Schleck. Il est formé au VV Tooltime Preizerdaul, club situé dans la commune de Préizerdaul. Chez les juniors (moins de 19 ans), il représente régulièrement son pays lors de grands événements internationaux, notamment lors des championnats d'Europe et des championnats du monde. 
En 2015, il termine troisième de la course en ligne et du contre-la-montre aux championnats du Luxembourg, dans la catégorie espoirs (moins de 23 ans). Il court ensuite pendant trois saisons au sein de l'équipe continentale Differdange-Losch, avant d'intégrer la formation autrichienne Vorarlberg-Santic en 2019. Divers problèmes physiques à un genou freinent cependant sa progression. Opéré en octobre 2019, il revient en 2020 dans son club formateur du VV Tooltime Preizerdaul, où il retrouve de bonnes sensations,.
En 2021, il décide de rejoindre l'AC Bisontine, club français évoluant en Nationale 1. Il quitte à cette occasion son pays natal pour habiter dans un gîte près de Besançon. Lors des championnats du Luxembourg, il termine sixième de la course en ligne et remporte le titre chez les élites sans contrat. Il est recruté ensuite par le VC Villefranche Beaujolais en 2022. Décrit comme un puncheur, il se classe deuxième du Grand Prix de Tourteron, cinquième des Quatre Jours des As-en-Provence ou encore sixième du Tour du Pays Roannais.
Pour la saison 2023, il s'engage avec l'équipe continentale française Nice Métropole Côte d'Azur. Il effectue sa reprise au mois de février sur l'Étoile de Bessèges-Tour du Gard. Non conservé par les dirigeants de la formation professionnelle niçoise à la fin de la saison, il retourne chez les amateurs du CR4C Roanne en 2024 puis à l’AC Bisontine en 2025.

## Palmarès et résultats

### Par année
- 2015
  - 3e du championnat du Luxembourg du contre-la-montre espoirs
  - 3e du championnat du Luxembourg sur route espoirs
- 2021
  -  Champion du Luxembourg sur route élites sans contrat
  - 2e du championnat du Luxembourg du contre-la-montre élites sans contrat
  - 3e du Grand Prix du Cru Fleurie
- 2022
  - 2e du championnat du Luxembourg sur route élites sans contrat
  - 2e du Grand Prix de Tourteron
- 2024
  - La Durtorccha[6]
  - 3e du Tour de la Vallée Montluçonnaise
- 2025
  -  Champion du Luxembourg sur route élites sans contrat
  - La Durtorccha
  - 2e étape du Tour de la Vallée et de Montluçon (contre-la-montre par équipes)
  - Prix de Montrevel-en-Bresse
  - 2e du Tour de la Vallée et de Montluçon
  - 2e du Prix des Hauts de Salm
  - 2e du championnat du Luxembourg du contre-la-montre élites sans contrat
  - 3e du Grand Prix d'Haroué
  - 3e du Tour du Beaujolais

### Classements mondiaux
| Année                                 | 2015  | 2016 | 2017  | 2018 | 2019 | 2020 | 2021  | 2022  | 2023 | 2024  |
| ------------------------------------- | ----- | ---- | ----- | ---- | ---- | ---- | ----- | ----- | ---- | ----- |
| Classement mondial                    |       | nc   | 2625e | nc   | nc   | nc   | 1151e | 2217e | nc   | 3308e |
| UCI Europe Tour                       | 1084e | nc   | 1762e | nc   | nc   | nc   | 627e  | 1395e | nc   | nc    |
|                                       |       |      |       |      |      |      |       |       |      |       |
| Légende : nc = non classéSource : UCI |       |      |       |      |      |      |       |       |      |       |